# Adam Rudnicki
Adam Czesław Rudnicki-Behczyc (ur. 16 marca 1897 w Warszawie, zm. 7 grudnia 1964 w Tyrolu w Austrii) – działacz niepodległościowy, działacz POW, podpułkownik dyplomowany piechoty Wojska Polskiego, kawaler Orderu Virtuti Militari.

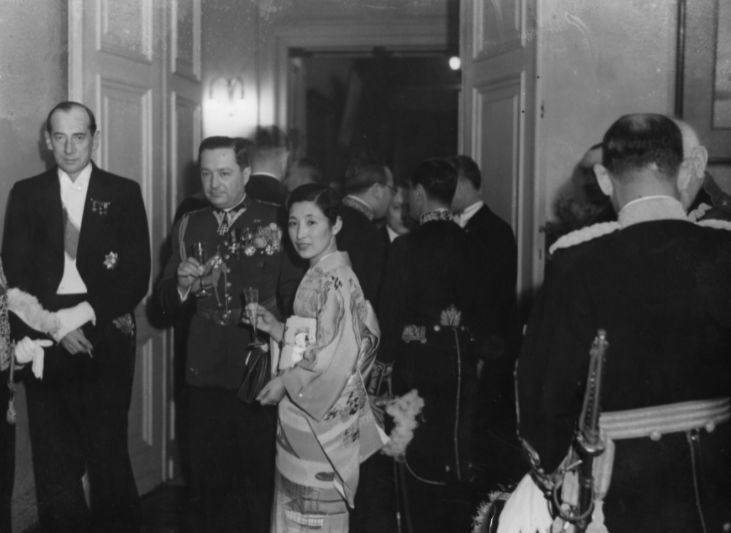
Raut inauguracyjny w Ambasadzie Japonii w Warszawie (grudzień 1937). Widoczni: minister spraw zagranicznych Józef Beck (pierwszy z lewej), płk Adam Rudnicki (drugi z lewej) i żona japońskiego ambasadora pani Sakoh.

## Życiorys
Urodził się 16 marca 1897 roku w Warszawie, w rodzinie Adama i Zofii Anastazji z Joteyków. Ukończył szkołę handlową Zgromadzenia Kupców m. Warszawy, SGGW, wydział prawa Uniwersytetu Warszawskiego (absolutorium) i Wyższą Szkołę Wojskową. Przed I wojną światową czynny w skautingu i Organizacji Młodzieży Narodowej. W 1919 roku był dowódcą Okręgu Suwalskiego POW. W sierpniu 1919 roku zorganizował odbicie Sejn z rąk Litwinów, którzy je zajęli po wycofaniu się Niemców. 1 czerwca 1921 roku pełnił służbę w Oddziale II Naczelnego Dowództwa Wojska Polskiego, a jego oddziałem macierzystym był wówczas 1 pułk piechoty Legionów.
W 1923 roku, w stopniu kapitana, pełnił służbę w Oddziale II Sztabu Generalnego pozostając oficerem nadetatowym 66 pułku piechoty w Chełmnie. W 1924 roku pełnił służbę w 66 pułku piechoty.
2 listopada 1926 roku został powołany do Wyższej Szkoły Wojennej w Warszawie, w charakterze słuchacza VII Kursu Normalnego. Na majora awansował ze starszeństwem z dniem 1 stycznia 1928 roku. 31 października 1928 roku, po ukończeniu kursu i otrzymaniu dyplomu naukowego oficera Sztabu Generalnego, został przydzielony do dowództwa 28 Dywizji Piechoty w Warszawie na stanowisko szefa sztabu. W styczniu 1931 roku został przeniesiony do 57 pułku piechoty wielkopolskiej w Poznaniu na stanowisko dowódcy batalionu. W listopadzie 1933 roku został przeniesiony do Wojskowego Instytutu Naukowo-Wydawniczego w Warszawie. Był redaktorem pisma „Polska Zbrojna”. 27 czerwca 1935 roku został mianowany podpułkownikiem ze starszeństwem z dniem 1 stycznia 1935 roku i 34. lokatą w korpusie oficerów piechoty. W styczniu 1936 roku został zastępcą szefa instytutu.
Przed wybuchem II wojny światowej został skierowany do sztabu Grupy Operacyjnej „Jasło”. Po przegranej kampanii wrześniowej znalazł się na Węgrzech. Był jednym z oficerów negocjujących przejście oddziałów polskich na Węgry. Na przełomie 1939 i 1940 roku był pierwszym dowódcą tajnego Biura Ewakuacyjnego, organizującego przerzuty Polaków do Francji i Wielkiej Brytanii.
Po wojnie pozostał w Austrii. Utrzymywał kontakty wywiadowcze z emigracyjnym rządem polskim w Londynie. Według bezpieki komunistycznej współpracował z wywiadem brytyjskim i amerykańskim. Zginął w wypadku samochodowym w Tyrolu. 

## Ordery i odznaczenia
- Krzyż Srebrny Orderu Wojskowego Virtuti Militari nr 4953 (1921)[16]
- Krzyż Niepodległości z Mieczami (12 marca 1931)[17]
- Krzyż Walecznych (czterokrotnie)[1]
- Złoty Krzyż Zasługi (10 listopada 1928)[18][1]
- Krzyż Zasługi Wojsk Litwy Środkowej[1]
- Medal Pamiątkowy za Wojnę 1918–1921[1]
- Medal Dziesięciolecia Odzyskanej Niepodległości[1]
- Brązowy Medal za Długoletnią Służbę[1]
- Krzyż Węgierski Zasługi II Klasy (Węgry)[1]
- Komandor Orderu Korony Jugosłowiańskiej (1937)[19]
- Komandor Orderu Krzyża Orła (Estonia, 1938)[20]
- Oficer Orderu św. Sawy (Jugosławia, 1929)[21]
- Oficer Orderu Legii Honorowej (Francja, 1937)[19][22]
- Oficer Orderu Korony (Belgia)[1]
- Oficer Orderu Korony Rumunii (Rumunia)[1]
- Medal Zwycięstwa (Médaille Interalliée)[1]
- Medal 10 Rocznicy Wojny Niepodległościowej (Łotwa)[1]